# فيرونا إيلدر
فيرونا إيلدر (بالإنجليزية: Verona Elder) هي منافسة ألعاب القوى بريطانية، ولدت في 5 أبريل 1953 في ولفرهامبتن في المملكة المتحدة.

## وصلات خارجية
- فيرونا إيلدر على موقع الاتحاد الدولي لألعاب القوى (الإنجليزية)
- فيرونا إيلدر على موقع أوليمبيديا (الإنجليزية)